# Virágvölgy vasútállomás
Virágvölgy vasútállomás a Széchenyi-hegyi Gyermekvasút egyik állomása, Csillebérc és Jánoshegy állomások között. Nevét a Budai-hegységben található – a közelében húzódó – Virág-völgyről kapta, amely a Normafától indulva Budakesziig tart.

## Története
Az állomás 1948–1949-ig a Gyermekvasút végállomása volt. Az eredeti tervekben még Szent Anna kápolna névvel szerepelt, ám a vonal első szakaszának átadásakor már az úttörők köszönését, az Előre nevet viselte. Mai nevét 1990-ben kapta.
Az állomás 2 vágányú, helyszíni állítású kitérőkkel rendelkezik, jelzői alakjelzők. A váltók lezárása helyszínen, váltózárkulccsal történik. Az állomásépület állomásfőnöki irodából, pénztárral kiegészített forgalmi irodából, váróteremből és nyilvános mellékhelyiségből áll, a peronon hangosbemondó berendezés üzemel.
Az állomás túlsó oldalán kicsi épület található, régen erdei vendéglőként működött, ma a Gyermekvasút használja.

## Kirándulások
Virágvölgy állomástól délkeletre a sárga kereszt jelzést, illetve a Mária-út  jelzéseit követve lehet eljutni a Csacsi-rétre, majd tovább haladva a makkosmáriai kegytemplomhoz. A Csacsi-réttől a sárga, majd ezt követően a piros kereszt turistajelzésen Budakeszi is elérhető. A turistajelzés a Csacsi-réttől végig a Virág-völgy oldalában halad.
Északkelet felé, a gerinc Budapest felé eső oldalán az állomástól alig 150 méterre található az Anna-rét, ahol korszerű játszótér várja a gyerekeket. A rét szélén áll a Szent Anna-kápolna felújított épülete. Az épülettől északra egy facsoport jótékony takarásában pedig a Világ Királynője engesztelő kápolna alapjainak maradványai fedezhetők fel.

## További információk

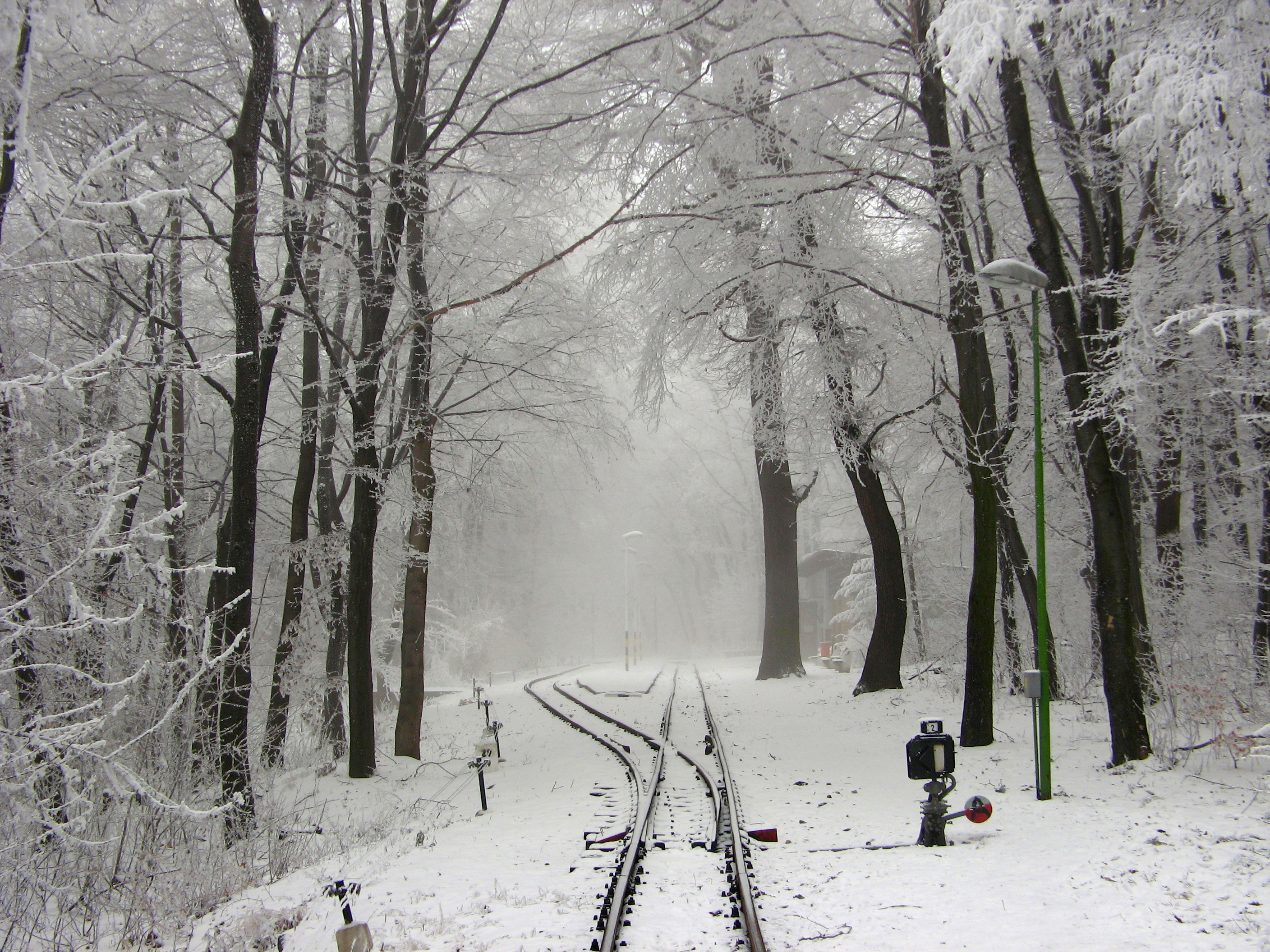

## Megközelítése budapesti tömegközlekedéssel
Virágvölgy állomásnak nincs közvetlen közösségi közlekedési kapcsolata, a legközelebbi autóbuszmegálló a közel 1 km-re található Normafa, látogatóközpont, amit a 21-es, a 210B, a 212-es, a 212B, a 221-es és a 990-es buszok érintenek. Ellenben kedvezőbb átszállási lehetőség biztosított a Széchenyi-hegy felé továbbutazva akár Csillebérc vasútállomásnál (csak 212B és 221), akár Normafa megállóhelynél a fenti autóbuszjáratokra.